# Коле (Терни)
Коле је насеље у Италији у округу Терни, региону Умбрија.
Према процени из 2011. у насељу је живело 451 становника. Насеље се налази на надморској висини од 309 м.